# Leraar (voortgezet onderwijs)

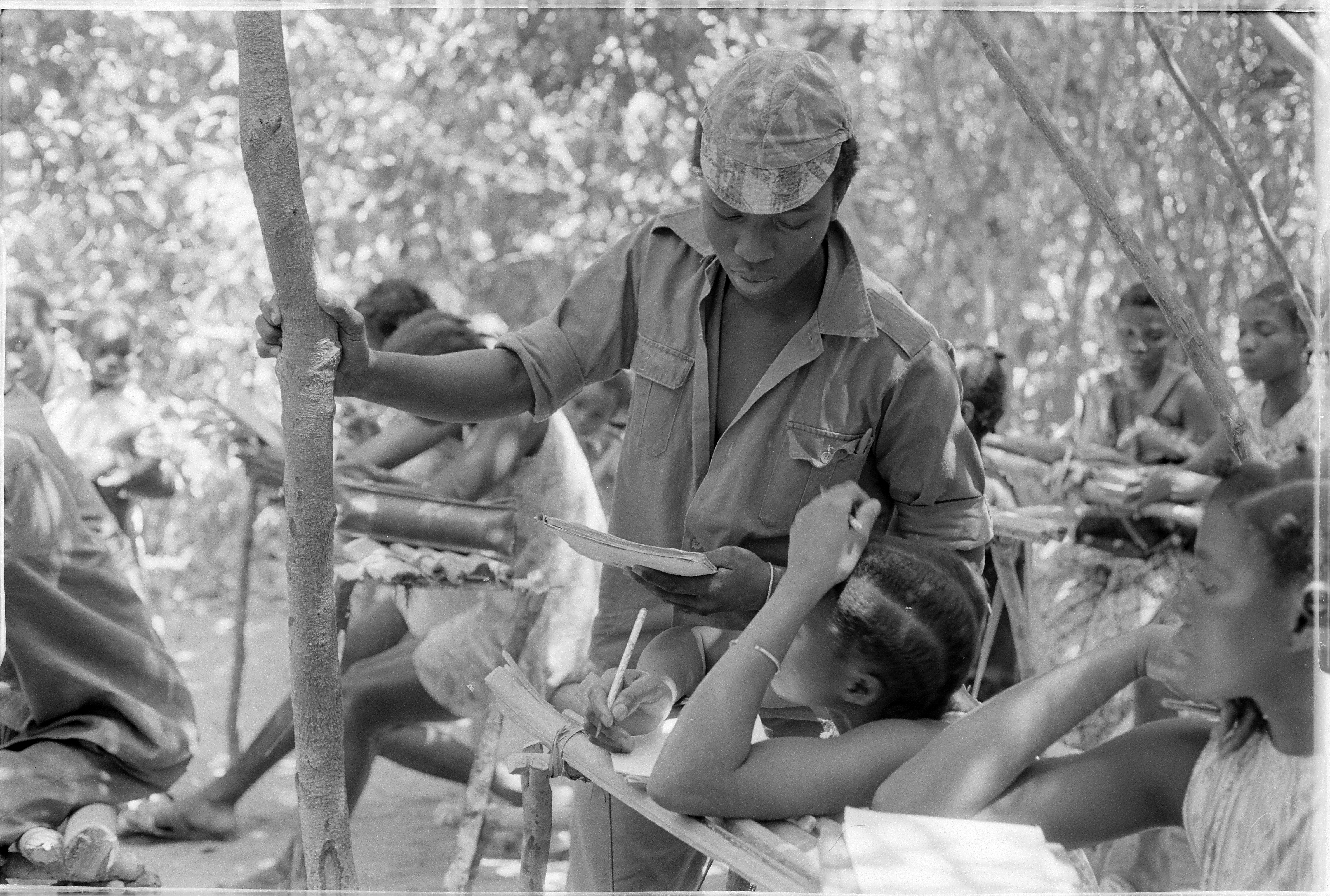
Leraar en volwassen leerling in bevrijd Guinea-Bissau, 1974

Een leraar/lerares in het voortgezet onderwijs draagt kennis en vaardigheden over aan leerlingen van de instelling van voortgezet onderwijs waaraan de leraar is verbonden. Genderneutrale termen zijn leerkracht en onderwijsgevende. In Nederland is docent synoniem aan leraar, maar in Vlaanderen  gebruikt men deze term  vrijwel alleen voor leerkrachten in het hoger onderwijs. 
Leraren in het voortgezet of secundair onderwijs geven anders dan hun meeste collega's in het basisonderwijs een of enkele vakken, en zijn door een speciale lerarenopleiding of werk daarvoor opgeleid. Veel docenten in het hoger onderwijs, zeker aan universiteiten, geven niet alleen gespecialiseerd onderwijs maar verrichten ook onderzoek.
Buiten het onderwijs wordt de term leraar eveneens gebruikt, zoals bij sport en cultuur. Ook in bepaalde religies hanteert men de term leraar, zoals in het jodendom en katholicisme; zo is de bisschop, de 1e leraar, herder en bestuurder van zijn bisdom.

## Nederland
In het Nederlands voortgezet onderwijs bestaan twee graden bevoegdheden voor het leraarschap in het voortgezet onderwijs:
1. Met een eerstegraads bevoegdheid kan men alle klassen van het voortgezet onderwijs of het beroepsonderwijs en volwassenenonderwijs lesgeven.
2. Met een tweedegraads bevoegdheid kan men lesgeven in het vmbo-onderwijs en de onderbouw (klas 1 tot en met 3) van havo en vwo en aan cursisten in het beroepsonderwijs en het volwassenenonderwijs.

De eerstegraads bevoegdheid is te behalen via een universitaire lerarenopleiding of bij een (hbo-)lerarenopleiding, nadat de tweedegraads bevoegdheid behaald is.
Daarnaast zijn er getuigschriften te behalen, gericht op het verkrijgen van pedagogische vaardigheden.

## Vlaanderen
Men kan leraar worden na een driejarige opleiding "bachelor in onderwijs: secundair onderwijs". Men kan ook lesgeven indien men boven op een opleiding (bachelor, master of secundair onderwijs met nuttige ervaring) een "bewijs van pedagogische bekwaamheid (BPB)" behaalt. Dit kan onder andere door het volgen van een GPB-opleiding (getuigschrift Pedagogische Bekwaamheid)

### Aanspreekvorm
Leraren of leraressen in het secundair onderwijs worden over het algemeen aangesproken met "meneer" of "mevrouw". 

## Tijdsbesteding
Bij een aanstelling van 1,0 fte heeft de leraar in het Nederlandse voorgezet onderwijs een werktijd van circa 45 uur/week (2017). Daarvan besteedt de leraar  circa 31 % aan lesgeven, 27% aan voorbereiding en nakijken, 5% aan leerlingencontact, 17% aan overleg en administratie, 7% aan scholing  en de rest aan overige taken.